# Mimmi Gustafsson
Mimmi Gustafsson, född 1862, död 1949, var en svensk fotograf.
Hon hade en framgångsrik fotoateljée i Stockholm 1888–1920. Nästan 8 400 av Mimmi Gustafssons glasnegativ finns bevarade på Stockholms stadsmuseum. 